# Élections législatives de 1928 dans le Tarn
Les élections législatives de 1928 ont eu lieu les 22 et 29 avril.

## Élus
|   | Circonscription | Député élu            |  | Groupe parlementaire |
| - | --------------- | --------------------- |  | -------------------- |
| 1 | 1re d'Albi      | Laurent Camboulives   |  | Parti socialiste     |
| 2 | 2e d'Albi       | Joseph Paul-Boncour   |  | Parti socialiste     |
| 3 | 1re de Castres  | Henri Sizaire         |  | Parti socialiste     |
| 4 | 2e de Castres   | François Reille-Soult |  | Démocrate populaire  |
| 5 | Gaillac Lavaur  | Jean Calvet           |  | Parti socialiste     |

## Résultats à l'échelle du département
| Partis          | Partis                                          | Partis                                          | Premier tour | Premier tour | Deuxième tour | Deuxième tour | Sièges |
| Partis          | Partis                                          | Partis                                          | Voix         | %            | Voix          | %             | Sièges |
| --------------- | ----------------------------------------------- | ----------------------------------------------- | ------------ | ------------ | ------------- | ------------- | ------ |
|                 | Section française de l'Internationale ouvrière  | Section française de l'Internationale ouvrière  | 28 451       | 36,01        | 28 707        | 56,16         | 4      |
|                 | Parti républicain radical et radical-socialiste | Parti républicain radical et radical-socialiste | 20 674       | 26,17        |               |               | 0      |
|                 |                                                 | Fédération républicaine                         | 10 683       | 13,52        | 16 568        | 32,41         | 0      |
|                 | Parti démocrate populaire                       | 9 408                                           | 11,91        |              |               | 1             |        |
|                 | Républicains d'Union nationale                  |                                                 |              | 5 050        | 9,88          | 0             |        |
| Union nationale | Union nationale                                 | 20 091                                          | 25,43        | 21 618       | 42,29         | 1             |        |
|                 | Radicaux indépendants                           | Radicaux indépendants                           | 5 534        | 7,01         |               |               | 0      |
|                 | Parti communiste-SFIC                           | Parti communiste-SFIC                           | 3 466        | 4,39         | 726           | 1,42          | 0      |
|                 | Républicains indépendants                       | Républicains indépendants                       | 701          | 0,89         |               |               | 0      |
|                 | Droites                                         | Droites                                         | 82           | 0,10         |               |               | 0      |
|                 | Divers                                          | Divers                                          |              |              | 67            | 0,13          | 0      |
|                 |                                                 |                                                 |              |              |               |               |        |
| Inscrits        | Inscrits                                        | Inscrits                                        | 97 709       | 100,00       | 64 042        | 100,00        | 5      |
| Votants         | Votants                                         | Votants                                         | 82 598       | 84,53        | 52 594        | 82,12         |        |
| Abstentions     | Abstentions                                     | Abstentions                                     | 15 111       | 15,47        | 11 448        | 17,88         |        |
| Blancs et nuls  | Blancs et nuls                                  | Blancs et nuls                                  | 3 599        | 3,68         | 1 476         | 2,30          |        |
| Exprimés        | Exprimés                                        | Exprimés                                        | 78 999       | 80,85        | 51 118        | 79,82         |        |

## Résultats par arrondissement

### Arrondissement d'Albi

#### 1recirconscription
| Candidats      | Candidats           | Étiquette                                 | Premier tour | Premier tour | Deuxième tour | Deuxième tour |
| Candidats      | Candidats           | Étiquette                                 | Voix         | %            | Voix          | %             |
| -------------- | ------------------- | ----------------------------------------- | ------------ | ------------ | ------------- | ------------- |
|                | Laurent Camboulives | SFIO                                      | 7 391        | 49,20        | 8 894         | 62,71         |
|                | Rossignol           | PRRRS                                     | 6 333        | 42,16        | Retrait       | Retrait       |
|                | Gouttenègre         | Républicain indépendant                   | 701          | 4,67         | Retrait       | Retrait       |
|                | Bégarie             | PC-SFIC                                   | 596          | 3,97         | 238           | 1,68          |
|                | Bellet              | Républicain d'Union nationale (AD FR PDP) |              |              | 5 050         | 35,61         |
|                |                     |                                           |              |              |               |               |
| Inscrits       | Inscrits            | Inscrits                                  | 18 307       | 100,00       | 18 307        | 100,00        |
| Votants        | Votants             | Votants                                   | 15 351       | 83,85        | 14 455        | 78,96         |
| Abstention     | Abstention          | Abstention                                | 2 956        | 16,15        | 3 852         | 21,04         |
| Blancs et nuls | Blancs et nuls      | Blancs et nuls                            | 330          | 2,15         | 273           | 1,89          |
| Exprimés       | Exprimés            | Exprimés                                  | 15 021       | 97,85        | 14 182        | 98,11         |

#### 2ecirconscription
| Candidats      | Candidats           | Étiquette      | Premier tour | Premier tour |
| Candidats      | Candidats           | Étiquette      | Voix         | %            |
| -------------- | ------------------- | -------------- | ------------ | ------------ |
|                | Joseph Paul-Boncour | SFIO           | 7 292        | 86,67        |
|                | Maizières           | PC-SFIC        | 1 122        | 13,33        |
|                |                     |                |              |              |
| Inscrits       | Inscrits            | Inscrits       | 13 144       | 100,00       |
| Votants        | Votants             | Votants        | 10 391       | 79,06        |
| Abstention     | Abstention          | Abstention     | 2 753        | 20,94        |
| Blancs et nuls | Blancs et nuls      | Blancs et nuls | 1 977        | 19,03        |
| Exprimés       | Exprimés            | Exprimés       | 8 414        | 80,97        |

### Arrondissement de Castres

#### 1recirconscription
| Candidats      | Candidats      | Étiquette            | Premier tour | Premier tour | Deuxième tour | Deuxième tour |
| Candidats      | Candidats      | Étiquette            | Voix         | %            | Voix          | %             |
| -------------- | -------------- | -------------------- | ------------ | ------------ | ------------- | ------------- |
|                | Henri Sizaire  | SFIO                 | 4 848        | 34,58        | 7 137         | 52,12         |
|                | Lucien Coudert | PRRRS                | 4 404        | 31,41        | Retrait       | Retrait       |
|                | Balayé         | FR (Union nationale) | 4 178        | 29,80        | 6 400         | 46,74         |
|                | Deller         | PC-SFIC              | 406          | 2,90         | 89            | 0,65          |
|                | Mesplès        | Radical indépendant  | 184          | 1,31         | Retrait       | Retrait       |
|                | Divers         | Divers               |              |              | 67            | 0,49          |
|                |                |                      |              |              |               |               |
| Inscrits       | Inscrits       | Inscrits             | 16 701       | 100,00       | 16 701        | 100,00        |
| Votants        | Votants        | Votants              | 14 387       | 86,14        | 14 185        | 84,94         |
| Abstention     | Abstention     | Abstention           | 2 314        | 13,86        | 2 516         | 15,06         |
| Blancs et nuls | Blancs et nuls | Blancs et nuls       | 367          | 2,55         | 492           | 3,47          |
| Exprimés       | Exprimés       | Exprimés             | 14 020       | 97,45        | 13 693        | 96,53         |

#### 2ecirconscription
| Candidats      | Candidats             | Étiquette             | Premier tour | Premier tour |
| Candidats      | Candidats             | Étiquette             | Voix         | %            |
| -------------- | --------------------- | --------------------- | ------------ | ------------ |
|                | François Reille-Soult | PDP (Union nationale) | 9 408        | 54,26        |
|                | Pons                  | PRRRS                 | 4 783        | 27,58        |
|                | Truel                 | SFIO                  | 2 869        | 16,55        |
|                | Mirande               | PC-SFIC               | 198          | 1,14         |
|                | Lacoste               | Droite                | 82           | 0,47         |
|                |                       |                       |              |              |
| Inscrits       | Inscrits              | Inscrits              | 20 523       | 100,00       |
| Votants        | Votants               | Votants               | 17 607       | 85,79        |
| Abstention     | Abstention            | Abstention            | 2 916        | 14,21        |
| Blancs et nuls | Blancs et nuls        | Blancs et nuls        | 267          | 1,52         |
| Exprimés       | Exprimés              | Exprimés              | 17 340       | 98,48        |

### Arrondissement de Gaillac Lavaur
| Candidats      | Candidats          | Étiquette            | Premier tour | Premier tour | Deuxième tour | Deuxième tour |
| Candidats      | Candidats          | Étiquette            | Voix         | %            | Voix          | %             |
| -------------- | ------------------ | -------------------- | ------------ | ------------ | ------------- | ------------- |
|                | Louis Mauriès      | FR (Union nationale) | 6 505        | 26,88        | 10 168        | 43,75         |
|                | Jean Calvet        | SFIO                 | 6 051        | 25,00        | 12 676        | 54,54         |
|                | Jean-Marie Guiraud | Radical indépendant  | 5 350        | 22,10        | Retrait       | Retrait       |
|                | François Morel     | PRRRS                | 5 154        | 21,29        | Retrait       | Retrait       |
|                | Paba               | PC-SFIC              | 1 144        | 4,73         | 399           | 1,72          |
|                |                    |                      |              |              |               |               |
| Inscrits       | Inscrits           | Inscrits             | 29 034       | 100,00       | 29 034        | 100,00        |
| Votants        | Votants            | Votants              | 24 862       | 85,63        | 23 954        | 82,50         |
| Abstention     | Abstention         | Abstention           | 4 172        | 14,37        | 5 080         | 17,50         |
| Blancs et nuls | Blancs et nuls     | Blancs et nuls       | 658          | 2,65         | 711           | 2,97          |
| Exprimés       | Exprimés           | Exprimés             | 24 204       | 97,35        | 23 243        | 97,03         |